# Ulf Sundqvist

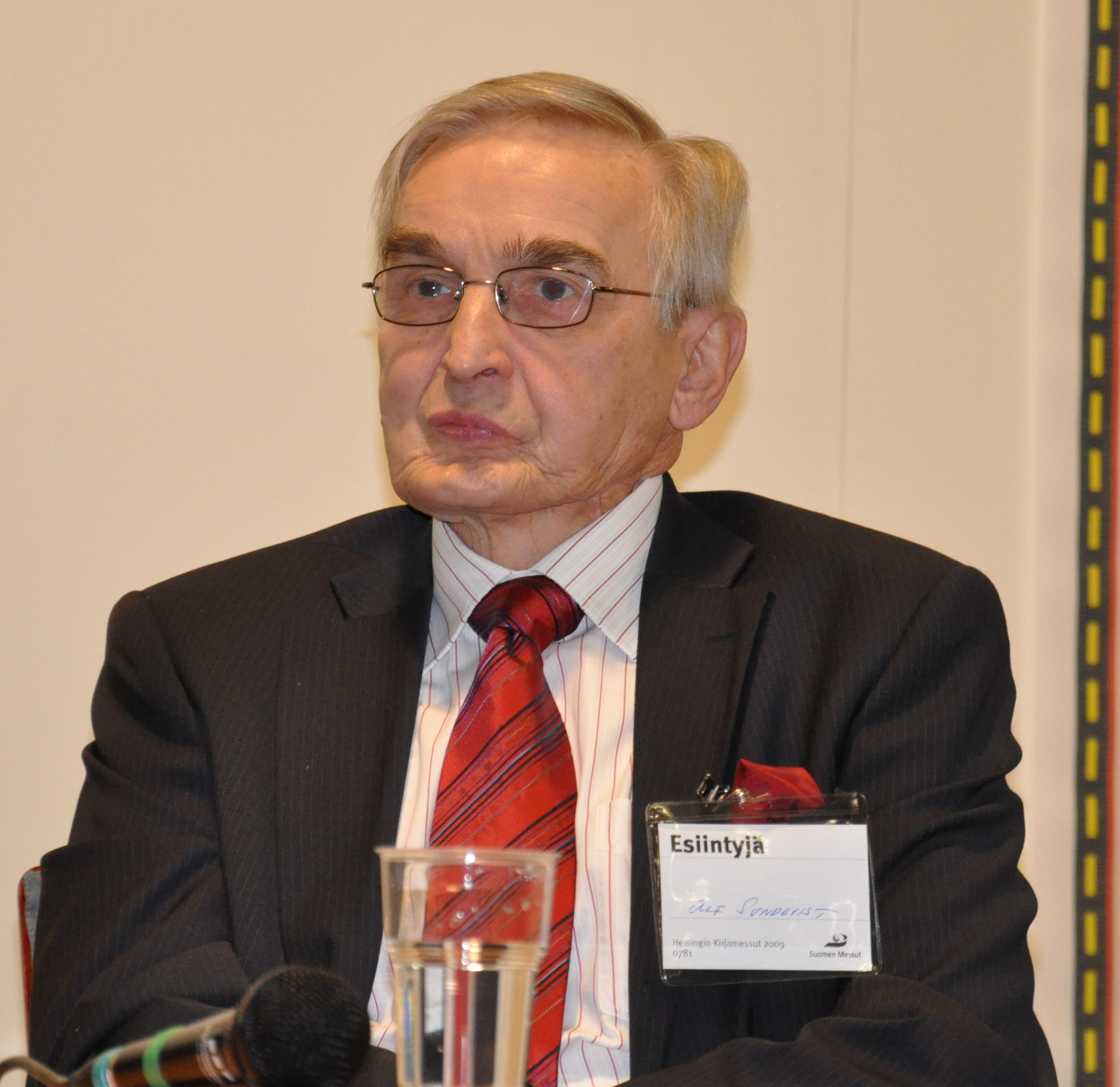
Ulf Sundqvist (2009).

Ulf Ludvig Sundqvist, född 22 februari 1945 i Sibbo, död 22 april 2023 i Helsingfors, var en finlandssvensk socialdemokratisk politiker och bankman. Han var undervisningsminister 1972–1974, 1974–1975 och handels- och industriminister 1979–1981.

## Biografi
Sundqvist blev student från Andra svenska lyceum i arbetarstadsdelen Alphyddan i Helsingfors och finansierade sina universitetsstudier i statskunskap med journalistiskt arbete. Sundqvist inledde sin politiska karriär på 1960-talet i studentpolitiken. Han har varit partisekreterare, riksdagsman, undervisningsminister (regeringarna Paasio II och Sorsa I) och handels- och industriminister (regeringen Koivisto II). Sundqvist var ordförande för Finlands Socialdemokratiska Parti (SDP) 1991–93.

## Wayupskandalen
Vid årsskiftet 1992–1993 blev Sundqvist tvungen att avgå som partiordförande, främst på grund av den så kallade Wayup-skandalen. Skandalen ledde till rättsliga åtgärder och slutligen, den 4 juli 1997, dömde Högsta domstolen Sundqvist och fyra andra direktörer vid förra Arbetarsparbanken att erlägga i skadestånd till staten för oskicklighet vid ledningen av banken inalles över 16 miljoner mark.
Detta blev upptakten till en ny serie rättsprocesser mot Sundqvist där bland andra den dåvarande finansministern Arja Alho tvingades avgå sedan hon för statens räkning 1997 eftergivit omkring 15 miljoner mark av statens skadeståndsfordran på Sundqvist som slutligen betalade inalles 1,2 miljoner mark av det ådömda skadeståndet på 16 miljoner mark. I en brottsprocess mot Sundqvist dömdes denne den 8 juni 2001 som bedräglig gäldenär till sex månaders villkorligt fängelse, då han försökt slingra sig från att betala skadeståndet till staten.

## Utmärkelser
- Kommendörstecknet av Finlands Lejons orden[2]

[Redigera Wikidata]